# Microporella coronata
Microporella coronata är en mossdjursart som först beskrevs av Jean Victor Audouin 1826.  Microporella coronata ingår i släktet Microporella och familjen Microporellidae. Inga underarter finns listade i Catalogue of Life.